# Peleteria incontesta
Peleteria incontesta là một loài ruồi trong họ Tachinidae.